# 로열 앤드 에인션트 골프 클럽 오브 세인트 앤드루스

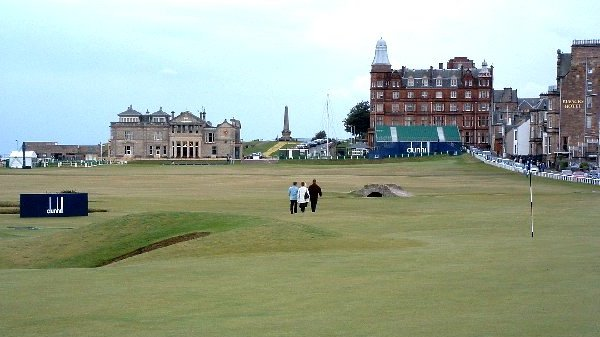

로열 앤드 에인션트 골프 클럽 오브 세인트 앤드루스(The Royal and Ancient Golf Club of St Andrews)는 골프 경기의 세계적인 총본산으로 알려진 영국 스코틀랜드 세인트앤드루스의 골프 클럽 이름이다.